# Tell Dibbîne
Tell Dibbîne är en kulle i Libanon.   Den ligger i guvernementet Nabatiye, i den södra delen av landet, 60 kilometer söder om huvudstaden Beirut. Toppen på Tell Dibbîne är 623 meter över havet, eller 23 meter över den omgivande terrängen. Bredden vid basen är 0,24 km.
Terrängen runt Tell Dibbîne är kuperad. Runt Tell Dibbîne är det tätbefolkat, med 591 invånare per kvadratkilometer.. Närmaste större samhälle är Nabatîyé et Tahta, 10,5 kilometer väster om Tell Dibbîne. 
Trakten runt Tell Dibbîne består till största delen av jordbruksmark.